# Quedius fulvicollis
Quedius fulvicollis är en skalbaggsart som först beskrevs av Stephens 1833.  Quedius fulvicollis ingår i släktet Quedius, och familjen kortvingar. Arten är reproducerande i Sverige.